# Eknäs, Blacksta
Eknäs är en herrgård i Blacksta socken, Flens kommun.
Eknäs, som ursprungligen låg i Vadsbro socken, hette tidigare Träcksta, och omtalas i dokument första gången 1339 ("in Træxta") då Agmund i Träcksta var vidervaruman. En rad namn från Träcksta förekommer i dokumenten under den följande tiden, och Träcksta torde ha bestått av ett flertal gårdar, 1423 fick väpnaren Nils Johansson frälsefrihet på Träcksta som fungerade som hans sätesgård, och hans änka Katarina Nilsdotter (Finkenow) skrev sig ännu 1489 skrev sig dit. Hon hade fått gården i morgongåva av sin make, 1523 stämdes Anna Josefsdotter (Djulaätten) som ärvt gården efter Katarina Nilsdotter av Nils Johanssons släktingar Mats i Ellmora och Erik i Torp som ifrågasatte Nils Johanssons rätt att ge den som morgongåva, men de förlorade tvisten och Anna Josefsdotter fick behålla gården. 1534 ärvdes den av Gertrud Josefsdotter (Djulaätten). 1545 lämnade Gustav Vasa över Träcksta till Jöran Knutsson (Svan av Djulö). Gården hade tidigare belagts med kvarstad sedan ägorätten varit omtvistad då Erik Fleming gjort anspråk på den. Då Erik Fleming inte lämnat fram några bevis på sina krav fick nu Jöran Knutsson den. Jöran Knutsson hade fått gården genom sin hustru Gertrud Josefsdotter, och 1562 då Jöran Knutsson var död anges hon åter som ägare till densamma. Senast på 1630-talet överfördes Träcksta till Blacksta socken. Eknäs tillhörde 1663 Carl Sabelskjöld (död 1664), och har senare tillhört släkterna Tornerfeldt och Ekbom/Ekfelt. Då häradshövding Jakob Ekfelt (1692–1762) avled ägdes gården av hans änka. 1784 var assessor Karl Fredrik Landell ägare, och efter hans död 1815 övertogs gården av hans änka och därefter hans måg grosshandlaren och brukspatronen C. Ramström. Han sålde 1847 Eknäs till baron Karl Silversparre, som avled 1871. Silversparres arvingar såldes 1873 till bruksförvaltaren Henning Aulin, under denna tid inleddes en omfattande avverkning av godsets skogar och en kvarn anlades vid godset. 1876 såldes Eknäs till fabrikören Ferdinand Sundström som lät avstycka Kulsta och Flinkesta från godsets ägor. Sundström sålde 1880 gården till Olof Fåhræus. Då han 1918 flyttade till Ystad såldes gården till Oscar Lamm som lät bygga om corps de logi och förbättra parken.